# 사랑해요 수헬리
《사랑해요 수헬리》는 KBS 2TV에서 2004년 7월 4일에 방영된 드라마시티이며, 로맨스 형식의 드라마다.

## 줄거리
고1때 선배 상규를 짝사랑한 문영. 대학가서 만나자는 상규와의 약속을 믿고 3년 후 드디어 상규가 다니는 학교에 들어간다. 그러나 상규는 문영의 기숙사 룸메이트이자 가장 친한 선배인 진경의 애인이 되어있었고 문영을 기억조차 못하고 있었다. 문영은 상실감에 괴로워하고 진경과 상규를 멀리한다. 문영을 몹시 아끼던 진경은 곧 문영이 상규를 사랑하고 있다는 사실을 알아채기에 이른다. 이어 진경은 돌변하여 문영에게 뿐 아니라 상규에게까지 차갑게 굴기 시작한다. 상규는 진경의 느닷없는 태도변화에 어쩔 줄을 몰라하고 문영을 통해 진경의 본심을 알려하지만 그럴수록 문영도, 상규도 진경에게 상처만을 받을 뿐이었다. 어느 날 괴로움에 술을 마시던 상규는 그를 위로하던 문영에게 고등학교 때 사실 그녀를 좋아했었으며 대학에서 그녀를 만났을 때 일부러 모른 척 했다는 사실을 밝힌다. 그러나 또 한편으로는 이런 사실들 때문에 진경이 돌변한 것은 아닌가 하는 의구심과 함께 현재 자신의 사랑은 단 하나 진경 뿐이라는 속내까지 털어놓는다. 하지만 문영은 상규를 포기하지 않고 오히려 진경에게 매달려 상규를 포기해 달라고 이야기하고... 결국 진경은 상규에게 헤어지자는 선언하면서 괴로워하는 상규, 그러나 이는 결코 두 사람의 과거 때문에 화가 나거나 질투심 때문이 아니었다.

## 등장 인물
- 전혜빈 - 문영 역
- 천정명 - 상규 역
- 이상인 - 진경 역
- 서태화 - 교사 역
- 이달형 - 교수 역
- 서예진 - 친구 역

## 같이 보기
- KBS 드라마시티